# Electronic Information for Libraries
 (février 2022).
Si vous disposez d'ouvrages ou d'articles de référence ou si vous connaissez des sites web de qualité traitant du thème abordé ici, merci de compléter l'article en donnant les références utiles à sa vérifiabilité et en les liant à la section « Notes et références ».
Electronic Information for Libraries est une fondation indépendante visant à mener, négocier, soutenir et défendre la large mise à disposition de ressources électroniques par les utilisateurs au sein des bibliothèques dans les pays en transition ainsi que dans les pays en voie de développement. Son principal objectif est de négocier des abonnements abordables sur une base consortiale multi-pays, tout en œuvrant pour améliorer l’émergence de consortia nationaux de bibliothèques dans les pays membres.